# Казарян, Павел Левонович
Па́вел Лево́нович Казаря́н (20 июня 1955 — 21 июля 2020) — советский и российский историк, доктор исторических наук, профессор, общественный деятель, председатель Союза армян Якутии.

## Биография
П. Л. Казарян — уроженец села Кошкотан (ныне Воскеван) Ноемберянского района Армянской ССР. В 1970 г. по окончании 8-го класса Кошкотанской средней школы поступил на учёбу в профессионально-техническое училище № 2 г. Еревана. В 1972—1973 гг. работал слесарем в троллейбусном парке в г. Ереване, одновременно продолжая учёбу в вечерней школе.
В 1973—1978 гг. учился на историческом факультете Ереванского государственного университета.
После окончания вуза распределён на педагогическую работу в Верхоянский район Якутской АССР, где работал в 1978—1986 гг. учителем Батагайской средней школы, в районной очно-заочной школе и в аппарате районо.
В 1979—1983 гг. аспирант заочной аспирантуры Якутского филиала СО АН СССР.
В марте 1985 г. защитил диссертацию на соискание учёной степени кандидата исторических наук по теме «Верхоянская политическая ссылка во второй половине XIX — начале XX века».
В декабре 1986 г. поступил на работу младшим научным сотрудником в Институт языка, литературы и истории ЯФ СО АН СССР, с 1988 г. — научный сотрудник, с 1990 г. — старший научный сотрудник.
В 1995—1998 гг. — обучение в докторантуре в Институте истории, археологии и этнографии народов Дальнего Востока ДВО РАН.
В декабре 1998 г. защитил диссертацию на соискание учёной степени доктора исторических наук по теме «Якутская политическая ссылка в системе карательной политики царизма».
С 1999 г. — ведущий научный сотрудник, с 2000 г. — главный научный сотрудник Института гуманитарных исследований АН PC (Я).
Специалист по истории Якутии дореволюционного периода, особенно истории политической ссылки в Якутии.
В 2001—2003 гг. руководил Центром изучения русского населения ИГИ АН PC (Я), с 2003 г. по 2004 г. — главный научный сотрудник. В 2004 г. по собственному желанию ушёл из Института гуманитарных исследований.
П. Л. Казарян сочетал научно-исследовательскую деятельность с преподавательской работой на историческом факультете Северо-Восточного федерального университета им. М. К. Аммосова (ранее — Якутского государственного университета им. М. К. Аммосова).
С ноября 2003 г. внештатный научный консультант Министерства транспорта, связи и информатизации Pеспублики Саха (Якутия).
В 1998 г. избран членом Академии Северного форума, в ноябре 2003 г. — действительным членом РАЕН.
С 1999 г. — действительный член Русского географического общества, с 2000 г. — член Союза журналистов России. В 1999—2001 гг. был главным редактором журнала Министерства по делам народов и федеративным отношениям PC (Я) «Север: проблемы и перспективы».
В 1988—2000 гг. являлся председателем первого национально-культурного объединения в Якутии — Союза армян Якутии, с 2000 г. — председатель Якутского регионального отделения Союза армян России. С 1996 г. — попечитель Армянского культурного фонда Якутии. С 2001 г. — сопредседатель общественного движения «Консолидация», с 2002 г. — член Общественно-консультативного совета при Президенте PC (Я). В октябре 2003 г. избран членом Генерального Совета Всемирного армянского конгресса.
В 2001 г. удостоен звания «Лучший лектор г. Якутска», в 2002 г. — «Лучший лектор общества „Знание“ в Якутии». В 1989 г. удостоен звания «Почётный гражданин Верхоянья», в 1996 г. — почётного звания «Заслуженный работник культуры PC (Я)», ветеран труда.
Был членом Конституционной комиссии и её рабочей группы по разработке новой Конституции PC (Я).
Среди жителей Якутска Павел Казарян был известен как человек не боящийся якутских морозов: в −35 градусов учёный ходил в костюме и без головного убора.
Скончался на 66 году жизни от недуга.

## Научные труды
Им опубликовано три учебных пособия для студентов гуманитарных факультетов вузов, 15 книг, монографий и брошюр, около 130 научных и 50 научно-популярных статей.
Основные труды П. Л. Казаряна:
- Верхоянская политическая ссылка, 1861—1903 гг. / П. Л. Казарян ; АН СССР, Сиб. отд-ние, Якут. науч. центр, Ин-т яз., лит. и истории, 172,[2] с., [8] л. ил. 21 см Прил. (1 отд. л. карт.), Якутск Кн. изд-во 1989.
- Генезис политической ссылки в России (конец XV-нач. XIX в.) : Учеб. пособие / П. Л. Казарян ; М-во общ. и проф. образования Рос. Федерации, Якут. гос. ун-т им. М. К. Аммосова, 45,[2] с. 20 см, Владивосток Б. и. 1999.
- Город Верхоянск : Ист. очерк / П. Л. Казарян, 99,[3] с. ил. 20 см, Якутск Кн. изд-во 1988.
- История Верхоянска / П. Л. Казарян, 207 с. ил. 21 см, Якутск Сахаполиграфиздат 1998.
- Олёкминская политическая ссылка, 1826—1917 гг. / П. Л. Казарян ; Акад. наук Респ. Саха (Якутия), Ин-т гуманитар. исслед., 494,[1] с., [16] л. ил. 21 см Прил. (1 л. карт), 2-е изд., доп. Якутск Сахаполиграфиздат 1996.
- Олёкминская политическая ссылка, 1826—1917 гг. / П. Л. Казарян ; Рос. АН, Сиб. отд-ние, Якут. ин-т яз., лит. и истории, Дальневост. отд-ние, Ин-т истории, археологии и этнографии народов Дальнего Востока, 478,[1] с., [16] л. ил. 21 см Прил. (1 л. карт), Якутск Якут. науч. центр СО РАН 1995.
- Якутская политическая ссылка: (Ист.-юрид. исслед.) : Учеб. пособие / П. Л. Казарян ; М-во общ. и проф. образования Рос. Федерации, Якут. гос. ун-т им. М. К. Аммосова 186,[2] с. 21 см Якутск Сахаполиграфиздат 1999.
- Якутия в системе политической ссылки России, 1826—1917 гг. / П. Л. Казарян, 494,[1] с. 21 см, Якутск Сахаполиграфиздат 1998.
- Численность и состав участников польского восстания 1863—1864 гг. в якутской ссылке — Size and staff of the participants of the polish uprising in 1863—1864 during yakut exile / П. Л. Казарян ; Акад. наук Респ. Саха (Якутия), Ин-т гуманитар. исслед., 47 с. 25 см, [Препр.] Якутск ИГИ 1999.
- Ссылка в Сибирь (конец XVI-нач. XIX в.) : Учеб. пособие / П. Л. Казарян ; М-во общ. и проф. образования Рос. Федерации, Якут. гос. ун-т им. М. К. Аммосова, 55 с. 20 см, Владивосток Якутск Изд-во Якут. гос. ун-та 1999.
- Под северным сиянием: К 50-летию основания Батагая : [Заполяр. поселок в Якутии] / П. Л. Казарян, 66 с. ил. 20 см, Якутск Госкомиздат ЯАССР 1989.
- История Верхоянска. 2-е изд., доп. Якутск, 2003. — 206 с.
- Историко-демографический облик армянской диаспоры в Якутии. История и современность.
- История Верхоянска /П. Л. Казарян; Рос. Акад. наук, Сиб.отд-ние, Якут.науч.центр; П. Л. Казарян. 2-е изд., доп. Якутск: Изд-во СО РАН, 2003. — 206 с.: ил.
- Из истории учреждения Ленского пароходства // Наука и техника в Якутии
- Казарян, Павел Левонович, «Численность и состав участников польского восстания 1863—1864 гг. в якутской ссылке» Якутск: ИГИ АН РС (Я): Литограф, 1999, — 47 с.,: РГБ ОХ: 3 99-20/224-1; 3 99-20/225-X.
- От Якутска до Аяна. Под Высочайшим покровительством // Журнал «Илин» 2005 № 3
- 160-летие Якутско-Аянского тракта // Наука и техника в Якутии Архивная копия от 27 января 2012 на Wayback Machine

## Достижения
- действительный член Российской академии естественных наук
- действительный член Академии Северного форума
- доктор исторических наук
- профессор Якутского государственного университета (2002)
- член Русского географического общества
- член Союза журналистов России
- почётный гражданин Верхоянья
- заслуженный работник культуры Республики Саха (Якутия)
- ветеран труда России

## Критика
В республиканской еженедельной газете «Наше время» от 25 января 2013 г. было напечатано обширное интервью с П. Л. Казаряном, вызвавшее неоднозначную реакцию в обществе. По мнению некоторых представителей национальной интеллигенции, в этом интервью профессор допустил ряд спорных, пристрастных высказываний о якутском народе. Также он позволил себе поделить народы на «вышестоящие» и «нижестоящие», давно отличался жёсткой критикой по отношению к национальному герою якутов Манчаары (вплоть до употребления в его адрес словосочетания «уголовная мразь») и т. д.